# 标准方言
標準方言（英語：standard dialect）、標準化方言（standardized dialect）或標準語（standard language），是由政府為一種語言訂立的官方規範，尤其是審訂發音和語法。這種規範通常與實際上人們講的地域方言不一樣。有時標準方言在實際上很少人懂得或願意講，例如現代標準阿拉伯語在阿拉伯國家。
常見標準方言：德語的標準德語，阿拉伯語有現代標準阿拉伯語，漢語官話有中華民國國語、普通話等等。